# Pharaphodius crenatus
Pharaphodius crenatus är en skalbaggsart som beskrevs av Edgar von Harold 1862. Pharaphodius crenatus ingår i släktet Pharaphodius och familjen Aphodiidae. Inga underarter finns listade i Catalogue of Life.